# Benátky (Jimramov)

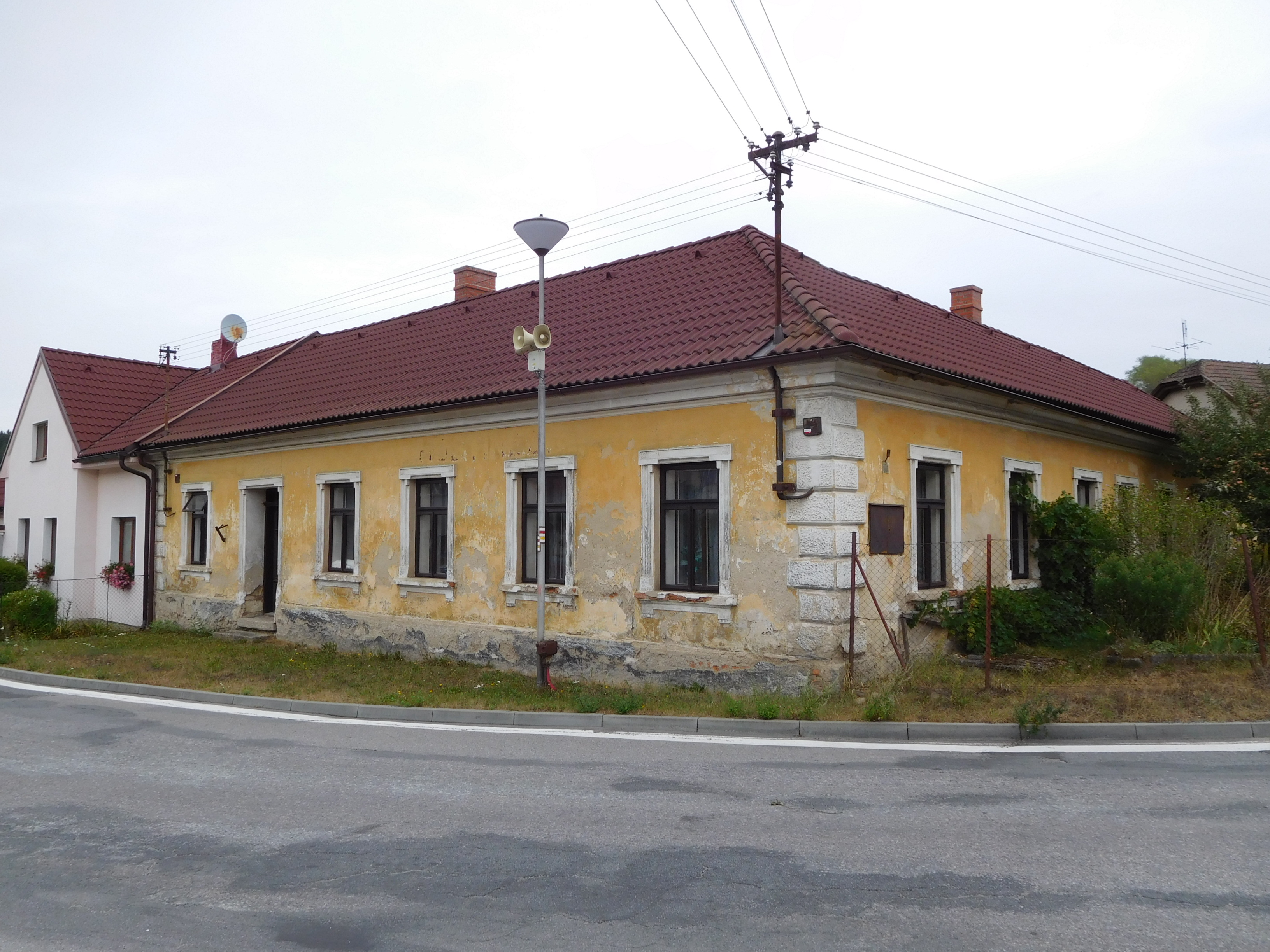
Haus Ubušínská Nr. 8

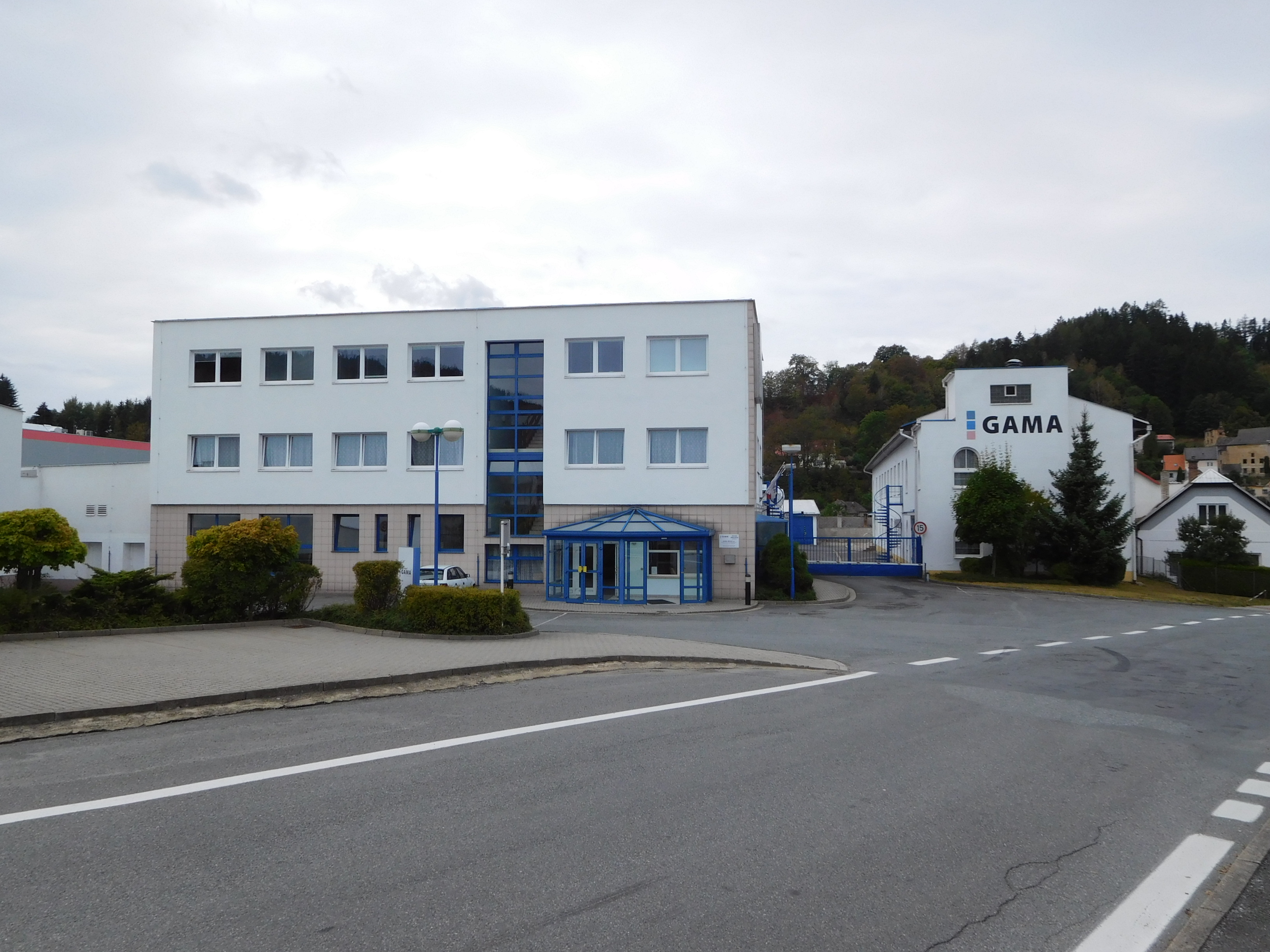
Betriebsgelände der GAMA group

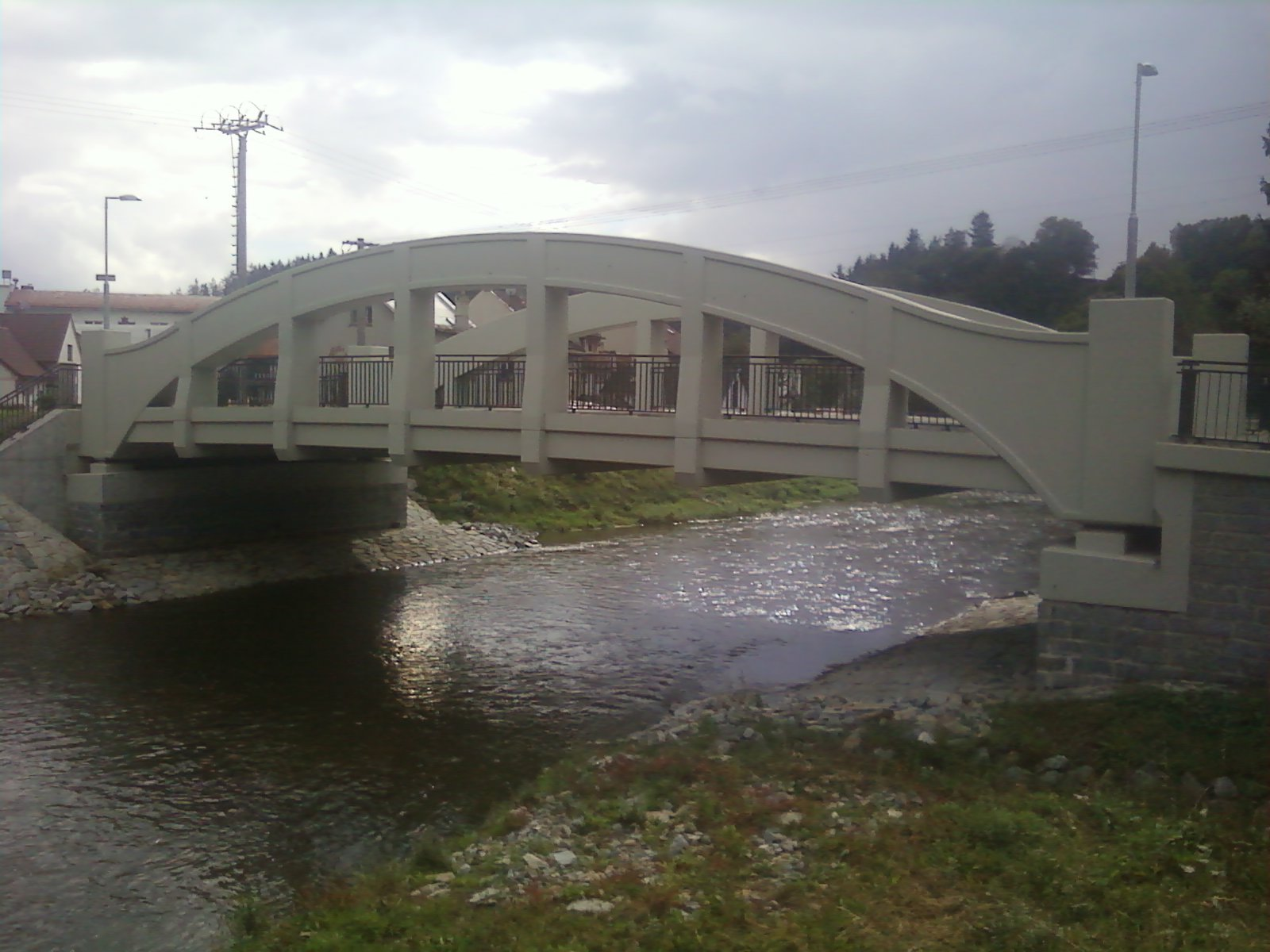
Brücke Benátský most über die Svratka

Benátky (deutsch Benatek) ist ein Ortsteil der Minderstadt Jimramov in Tschechien. Er liegt unmittelbar südlich von Jimramov und gehört zum Okres Žďár nad Sázavou.

## Geographie
Die Siedlung Benátky befindet sich in der Hornosvratecká vrchovina (Bergland der Oberen Swratka) an der Einmündung des Baches Trhonický potok (Trhonitzer Bach) am linken Ufer der Svratka (Schwarzawa). Nordöstlich erhebt sich die Hora (643 m. n.m.), im Südosten der Pavlův kopec (714 m. n.m.), südlich die Jahodná (634 m. n.m.) und der Žákův kopec (546 m. n.m.), im Westen der Padělek (625 m. n.m.) und der Přední Padělek (579 m. n.m.) sowie nordwestlich der Holý vrch (620 m. n.m.). Benátky liegt im Naturpark Svratecká hornatina; gegen Westen erstreckt sich das Landschaftsschutzgebiet Žďárské vrchy. Durch den Ort führt die Staatsstraße II/375 zwischen Jimramov und Nyklovice. Das böhmische Dorf liegt unmittelbar an der historischen Landesgrenze zu Mähren.
Nachbarorte sind Jimramov und Sedliště im Norden, Korouhev im Nordosten, Trhonice im Osten, Ubušín, Paníháj und Unčín im Südosten, Strachujov im Süden, Domky, Jimramovské Pavlovice und Věcov im Südwesten, Široké Pole und Nový Jimramov im Westen sowie Na Louži im Nordwesten.

## Geschichte
Der konkrete Grenzverlauf zwischen der mährischen Herrschaft Ingrowitz und der königlichen Leibgedingestadt Polička auf böhmischer Seite war in dem Gebiet mehrmals umstritten. Sowohl die Schwarzawa als auch ihr Zufluss, der Trhonitzer Bach bildeten hier in ihrem damaligen unregulierten Lauf die Landesgrenze.
Im Jahre 1487 einigte sich Vratislav von Pernstein in einem Vertrag mit der Stadt Polička, wobei letztere u. a. auf ihre unbegründeten Ansprüche auf eine kleine Insel in der Schwarzawa sowie auf den Fischfang in dem Fluss verzichtete. Vratislav von Pernstein gab im Gegenzug seine Ansprüche auf das linke Schwarzawaufer auf.
Die direkt an der böhmischen Grenze zu Mähren gegenüber dem mährischen Marktflecken Ingrowitz gelegene Siedlung entstand wahrscheinlich bereits im 17. Jahrhundert. Ab 1690 führte die Besitzerin der Herrschaft Ingrowitz, Anna Sophia von Bornstädt, einen Streit mit der Bürgerschaft von Polička wegen der Wiesen und Felder am linken Ufer der Schwarzawa, wo auch zehn Chaluppen standen. Dieser wurde 1711 durch einen Vergleich beigelegt, in dem sich die Herrschaft Ingrowitz und die Stadt Polička auf das gemeinschaftliche Fischereirecht in dem Fluss einigten; die Stadt Polička blieb Eigentümer der bestrittenen Grundstücke, gestattete jedoch der Herrschaft Ingrowitz deren Benutzung gegen einen jährlichen Zins. Das böhmische Gebiet war Teil des Chrudimer Kreises; auf mährischer Seite stießen hier der Brünner Kreis und der Iglauer Kreis zusammen. In den 1830er Jahren entstand die Chaussee von Ingrowitz nach Bistrau; an der Brücke über die Schwarzawa wurde die Maut erhoben.
Die erste schriftliche Erwähnung der der Gemeinde Trhonitz zugerechneten Siedlung Benátky erfolgte 1839. Der Name entspricht dem tschechischen Exonym für Venedig und wurde von den häufigen Überschwemmungen durch den Fluss hergeleitet. Bis zur Mitte des 19. Jahrhunderts blieb Benátky der königlichen Leibgedingestadt Polička untertänig.
Nach der Aufhebung der Patrimonialherrschaften bildete Benátka / Benatek ab 1854 einen Ortsteil der Gemeinde Trhonice / Trhonitz im Gerichtsbezirk Polička. Ab 1868 gehörte das Dorf zum Bezirk Polička. 1869 hatte Benátka 86 Einwohner und bestand aus 13 Häusern. Nachdem der Unternehmer Löw-Beer aus Svitávka auf dem erhöhten Platz über der Mündung des Trhonický potok 1907 eine Weberei errichtet hatte, wuchs der Ort stark an. Später kam noch eine Spinnerei hinzu. Im Jahre 1900 lebten in Benátka 76 Personen, 1910 waren es 143. Nach dem Ersten Weltkrieg zerfiel der Vielvölkerstaat Österreich-Ungarn, das Dorf wurde 1918 Teil der neu gebildeten Tschechoslowakischen Republik. Beim Zensus von 1921 lebten in den 21 Häusern von Benátka 113 Personen, davon 112 Tschechen und ein Deutscher. Der Ortsname wurde 1924 in Benátky geändert. Zwischen 1927 und 1928 erfolgte die Regulierung der Svratka, die bis dahin in mehreren Flussarmen um Inseln floss. Im Jahre 1930 bestand das Dorf aus 24 Häusern und hatte 88 Einwohner. Von 1939 bis 1945 gehörte Benátky / Benatek zum Protektorat Böhmen und Mähren. Die ehemalige Löw-Beersche Fabrik wurde 1948 verstaatlicht und in den Staatsbetrieb „Vigona“, der Decken produzierte, umgewandelt. 1950 lebten 101 Personen in Benátky. Im Zuge der Gebietsreform von 1960 erfolgte die Aufhebung des Okres Polička; Benátky wurde dabei dem Okres Svitavy zugeordnet. 1965 wurde das Dorf nach Jimramov eingemeindet und damit Teil des Okres Žďár nad Sázavou. Nach der Samtenen Revolution 1968 stellte die „Vigona“ 1992 ihren Betrieb ein und wurde in die Gama a.s., einen Hersteller von Gesundheitstechnik, umgewandelt. Beim Zensus von 2001 lebten in den 60 Wohnhäusern von Benátky 213 Personen. Im Jahre 2020 hatte das Dorf 219 Einwohner.

## Ortsgliederung
Der Ortsteil Benátky ist Teil des Katastralbezirkes Trhonice.
Die Katastralgrenzen orientieren sich an der alten Landesgrenze. Einige Häuser in der Straße „Na Ostrově“ gehören daher zum Kataster von Jimramov.

## Sehenswürdigkeiten
- Sühnestein aus dem Jahre 1751 in der Straße Zahradní am alten Fahrweg nach Trhonice. Der Marmorstein von 65 cm × 42 cm und einer Dicke von 12 cm trägt auf der Vorderseite ein Kreuz und eine unleserliche Inschrift, darunter die Jahreszahl. Der Überlieferung nach soll an der Stelle ein Schafhirte vom Widder getötet worden sein.
- Zwei alte Grenzsteine mit den Inschriften „Čechy – okres Polička“ und „Morava – okres Nové Město“ am Trhonický potok und an der Svratkabrücke.